# ادگاردو آدینولفی
ادگاردو آدینولفی (انگلیسی: Edgardo Adinolfi؛ زادهٔ ۲۷ مارس ۱۹۷۴) بازیکن فوتبال اهل اروگوئه است.
از باشگاه‌هایی که در آن بازی کرده‌است می‌توان به باشگاه فوتبال مکابی حیفا، نیولز اولد بویز، باشگاه فوتبال پنیارول، باشگاه ورزشی دفنسور، جیمناسیا لاپلاتا و باشگاه فوتبال پائوک، نیولز اولد بویز، تیم ملی فوتبال اروگوئه، جیمناسیا لاپلاتا و نیولز اولد بویز اشاره کرد.
وی همچنین در تیم ملی فوتبال Uruguay بازی کرده‌است.